# BEAT∞SPEED
『BEAT∞SPEED』（ビート・スピード）は吉川晃司の11枚目のスタジオ・アルバム。1996年10月16日に東芝EMI／EASTWORLDよりリリースされた。

## 解説
東芝EMIでの最後のオリジナル・アルバム。
初回生産分は三方背BOX仕様。またシングル「SPEED」と連動企画で、抽選で1000名が当選する「吉川晃司オリジナルCDケース」応募券付。

## リリース履歴
| No. | 日付           | レーベル                             | 規格   | 規格品番   | 最高順位 | 備考                |
| --- | -------------- | ------------------------------------ | ------ | ---------- | -------- | ------------------- |
| 1   | 1996年10月16日 | 東芝EMI／EASTWORLD                   | CD     | TOCT-9625  | 3位      | 初回特典BOX仕様     |
| 2   | 2007年3月14日  | EMIミュージック・ジャパン／EASTWORLD | CD     | TOCT-11189 | -        | 紙ジャケット仕様    |
| 3   | 2007年5月30日  | EMIミュージック・ジャパン／EASTWORLD | MP3DL  | -          | -        |                     |
| 4   | 2014年5月14日  | ワーナーミュージック・ジャパン       | SHM-CD | WPCL-11814 | -        | 24bitリマスタリング |

## 収録曲
| 全作曲: 吉川晃司、全編曲: 吉川晃司 & 菅原弘明。 |                  |                     |            |      |
| #                                               | タイトル         | 作詞                | 作曲・編曲 | 時間 |
| 1.                                              | 「SPEED」        | 松井五郎 & 吉川晃司 | 吉川晃司   | 4:09 |
| 2.                                              | 「アクセル」     | 松井五郎            | 吉川晃司   | 4:18 |
| 3.                                              | 「SHADOW BEAT」  | 松井五郎 & 吉川晃司 | 吉川晃司   | 4:36 |
| 4.                                              | 「愛にそのまま」 | 松井五郎            | 吉川晃司   | 4:33 |
| 5.                                              | 「DATE RIPPER」  | 吉川晃司            | 吉川晃司   | 3:22 |
| 6.                                              | 「ROUTE 31」     | 松井五郎            | 吉川晃司   | 4:12 |
| 7.                                              | 「RADIO GUITAR」 | 吉川晃司            | 吉川晃司   | 4:02 |
| 8.                                              | 「PEEKABOO」     | 吉川晃司            | 吉川晃司   | 4:33 |
| 9.                                              | 「POSTMAN」      | 松井五郎 & 吉川晃司 | 吉川晃司   | 5:20 |
| 10.                                             | 「パピルス」     | 松井五郎 & 吉川晃司 | 吉川晃司   | 4:19 |
| 合計時間:                                       | 合計時間:        | 合計時間:           | 43:24      |      |

## 参加ミュージシャン
- 青山純 - ドラムス（3,9曲目）
- 江口信夫 - ドラム（6曲目）
- 上領亘 - ドラム（1,8曲目）
- 浅田孟 - ベース（3,6曲目）
- 小池ヒロミチ - ベース（1,8曲目）
- 富樫春生 - ピアノ、オルガン（2,6曲目）
- 矢代恒彦 - ピアノ、オルガン（8,9曲目）
- 山本拓夫 - サクソフォーン（6曲目）
- 高尾直樹 - コーラス（3,6曲目）
- 小池ヒロミチ - コーラス（10曲目）
- 原田喧太 - コーラス（10曲目）

## メディアでの使用
| # | 曲名            | タイアップ                                         | 出典  |
| - | --------------- | -------------------------------------------------- | ----- |
| 1 | 「SPEED」       | 読売テレビ系『ダウンタウンDX』エンディングテーマ   | [ 2 ] |
| 2 | 「アクセル」    | 読売テレビ系『ダウンタウンDX』エンディングテーマ   |       |
| 2 | 「アクセル」    | 日本テレビ系『高校生クイズ '96』オープニングテーマ |       |
| 3 | 「SHADOW BEAT」 | NHK総合テレビ『ポップジャム』オープニングテーマ    | [ 3 ] |